# De keisnijding
De keisnijding is een schilderij in het Museo del Prado in Madrid van de Zuid-Nederlandse schilder Jheronimus Bosch of van een navolger van deze schilder.

## Voorstelling

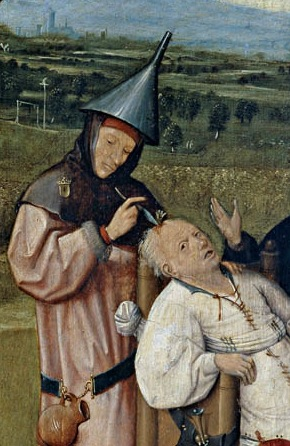
Detail.

Het stelt vier personen voor in een weids landschap. De figuur links voert een operatie uit. De patiënt, die zijn schoenen heeft uitgetrokken, zit onderuitgezakt in een leunstoel met daaraan een geldtas met een dolk erdoorheen. De man die de operatie uitvoert, maakt een incisie aan het hoofd van de patiënt. Uit deze incisie komt een bloem tevoorschijn. Terwijl hij dit doet, kijken twee geestelijken toe, een monnik en een non. De monnik houdt een tinnen kan vast en gebaart met zijn rechterhand, alsof hij commentaar aan het leveren is. De non kijkt ongeïnteresseerd voor zich uit met een boek op haar hoofd. Boven en onder de cirkelvormige voorstelling staat in goudkleurige, gotische letters de tekst:

Meester snijt die keye ras
Mijne name Is lubbert das

De man die de operatie uitvoert is een keisnijder. Een keisnijder is geen figuur uit de werkelijkheid, maar bestond in de late middeleeuwen alleen in het spraakgebruik. Deze verzonnen kwakzalver buitte de domheid uit van de eveneens verzonnen sukkel Lubbert Das, door hem wijs te maken dat hij van zijn domheid kon genezen door een kei uit zijn hoofd te halen. Op die manier probeert de schilder de toeschouwer een spiegel voor te houden. Bosch-auteur Dirk Bax wijst op verschillende voorbeelden uit de literatuur van het wegnemen van de kei als zogenaamde genezing van waanzin. In deze voorstelling is de keisnijder te herkennen aan zijn tabbaard. Om aan te geven dat er iets niet klopt aan deze ‘dokter’ heeft de schilder hem een trechter als hoofddeksel gegeven – volgens Bosch-kenner Charles de Tolnay de ‘trechter der wijsheid’, volgens Bax een verwijzing naar bedrog. Geheel rechts maakt een non even onzinnig gebruik van een boek. De galg op de achtergrond is een verwijzing naar de slechtheid van de wereld.
In deze voorstelling haalt de kwakzalver echter geen keien uit het hoofd van zijn slachtoffer, maar bloemen. Volgens Bosch-auteur Lotte Brand Philip staan deze bloemen voor geld, wat in verband zou staan met de doorstoken geldtas. Tegenwoordig gaat men er echter van uit dat bloemen hier bedoeld zijn als symbool van dwaasheid. De Spaanstalige titel van het werk is dan ook Extracción de la piedra de locura (De verwijdering van de steen der dwaasheid).

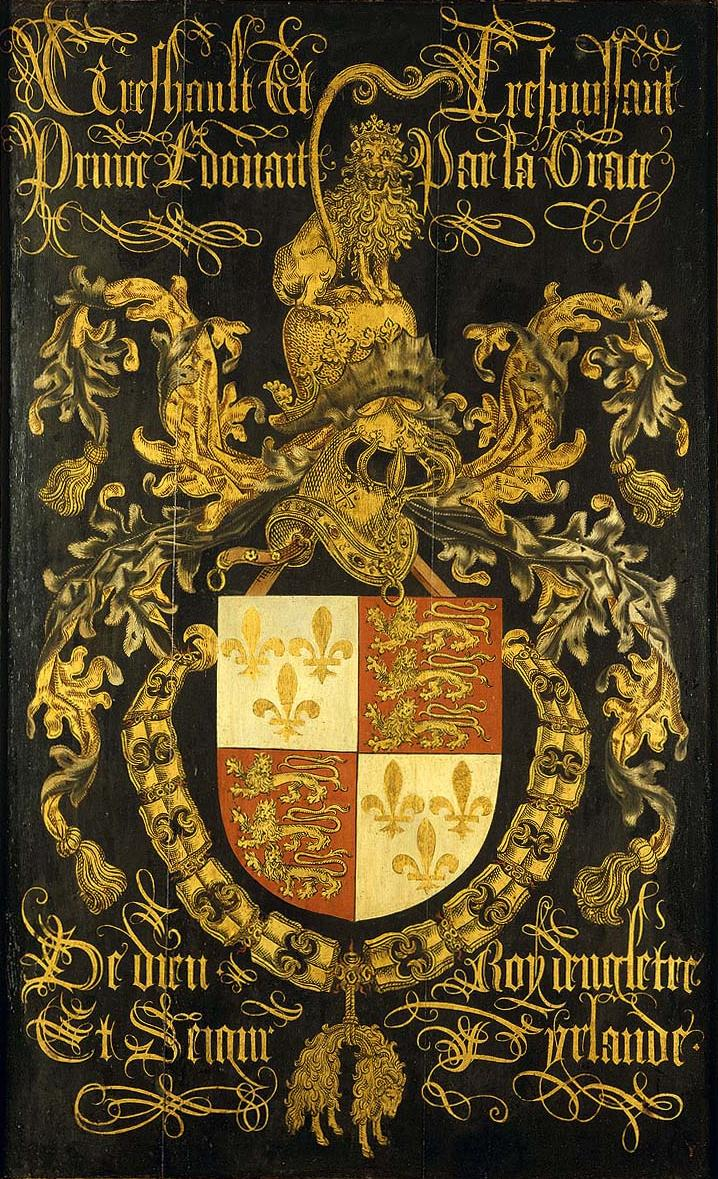
Wapenbord van Eduard IV (1442-83), koning van Engeland, in zijn hoedanigheid van ridder in de orde van het Gulden Vlies. Ca. 1481. 's-Hertogenbosch, Noordbrabants Museum.

## Kalligrafie
Opmerkelijk is de uitbundig versierde tekst boven en onder de voorstelling. Kunsthistoricus Jos Koldeweij brengt deze in verband met een serie van in totaal 36 wapen- en tekstborden, die de hofschilder van de hertog van Bourgondië, Pierre Coustain, omstreeks 1481 schilderde voor het in mei van dat jaar door Maximiliaan I in 's-Hertogenbosch gehouden 15e kapittel van de Orde van het Gulden Vlies. Op die manier introduceerde Coustain een nieuwe manier van schoonschrijven, de zogenaamde cadellen (zich kruisende brede en smalle lijnen rondom de belettering), die in de loop van de 15e eeuw, met name aan het Bourgondische hof in de mode waren geraakt, in 's-Hertogenbosch. Deze wapenborden werden boven de koorbanken van de Sint-Janskathedraal aangebracht en bleven daar hangen als permanent aandenken aan het 15e kapittel. Koldeweij redeneert dat Bosch als aanzienlijk burger van de stad 's-Hertogenbosch toegang had tot het koor van de Sint-Jan en hij Coustains schoonschrift heeft bestudeerd en toegepast in De keisnijding. Mogelijk vormt het werk in dit licht een 'parodie op of tegenbeeld van' de wapenborden van Coustain, aldus Koldeweij.

## Herkomst
Mogelijk is het werk identiek aan ‘een taeffereel van Lubbertdas, die men de keye snyt’  in de ‘nyeu eedtkamer’ (de nieuwe eetzaal) in Kasteel Duurstede, de residentie van de bisschop van Utrecht, Filips van Bourgondië. Na zijn overlijden wordt het in een tussen 13 en 20 mei 1524 opgestelde inventaris opnieuw vermeld als ‘een tafreel van Lubbert Tas die men die keye uyt snyt’. In juli 1527 werd de inboedel van de bisschop in Utrecht geveild. Daarna ontbreekt echter ieder spoor. Ook is bekend dat Felipe de Guevara een Keisnijding bezat, die in 1570 in het bezit kwam van Filips II van Spanje. Op de lijst van werken die hij in 1574 naar het Escorial liet overbrengen wordt het onder nummer 18 echter als temperaschildering vermeld. Hierdoor wordt aangenomen dat het hier om een ander, verloren gegaan schilderij, gaat.

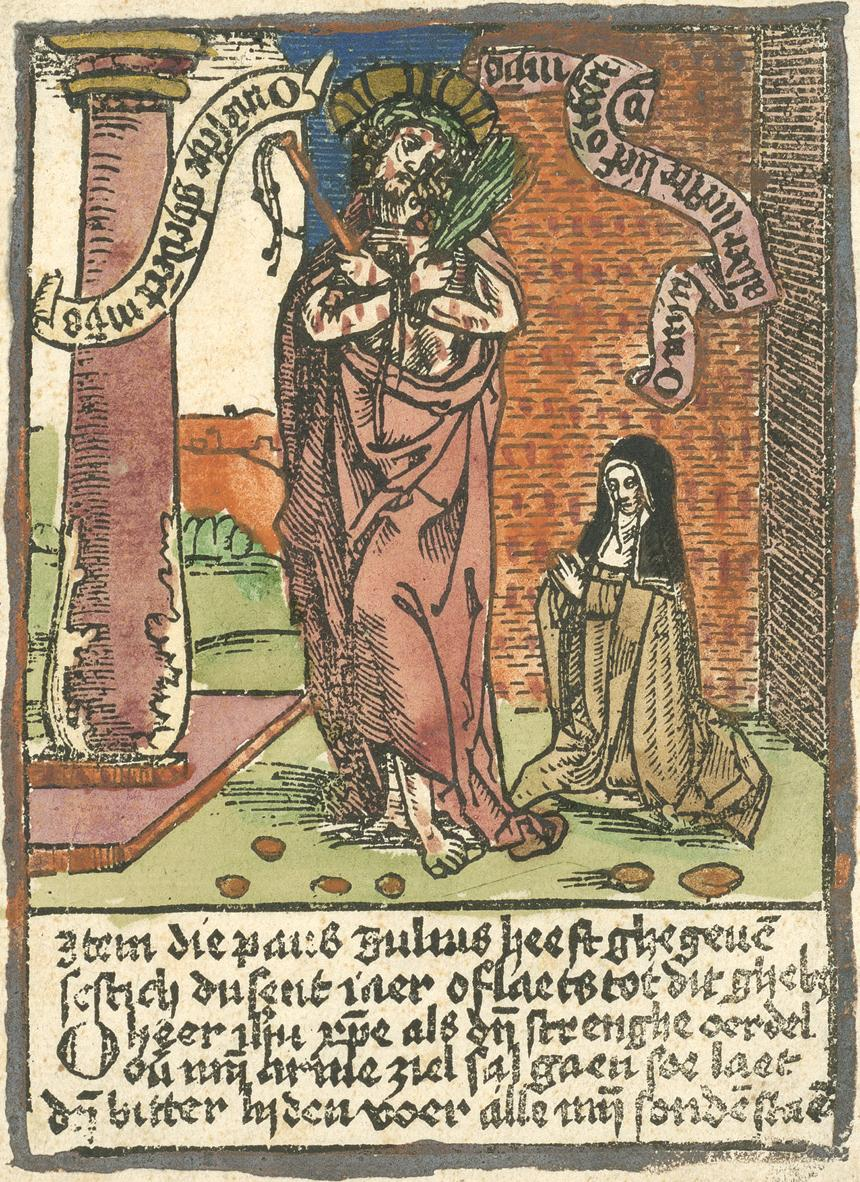
Anoniem. Man van Smarten en de heilige Brigitta. Aflaatbrief van Paus Julius II. Begin 16e eeuw. Handgekleurde houtsnede. Amsterdam, Rijksmuseum Amsterdam.

De Keisnijding, die zich nu in het Prado bevindt, bevond zich in 1794 in de verzameling van de hertog del Arco in de Quinta. Daarna werd het verworven door de koning van Spanje, waarna het uiteindelijk in zijn huidige verblijfplaats terechtkwam.

## Toeschrijving en datering
De keisnijding werd in 1904 in de catalogus van het Prado nog vermeld als anoniem werk. Het werd voor het eerst aan Bosch toegeschreven door de Belgische kunsthistoricus Henri Hymans. Zijn tijdgenoten stonden vrij sceptisch tegenover deze toeschrijving. Volgens Charles de Tolnay en andere Bosch-kenners wijzen techniek en stijl erop dat het hier om een heel vroeg werk van Bosch gaat. Als argument noemt hij de houterige bewegingen, de hoekige plooival en het gebrek aan onderlinge samenhang tussen de figuren en tussen de figuren en het landschap. Hij denkt daarom ook dat het landschap door een meer ervaren schilder gemaakt moet zijn, mogelijk Bosch' vader of grootvader.
Jos Koldeweij merkt echter op dat de kolom, versierd met acanthusbladeren, zeer renaissancistisch en dus voor Bosch' tijd modern aandoet. Hij vergelijkt deze met de 'geselkolom' op een voorstelling van Jezus als Man van Smarten en de heilige Birgitta op aflaatbrieven uit het begin van de 16e eeuw, zoals die in het klooster Coudewater in Rosmalen gedrukt werden. Bovendien heeft dendrochronologisch onderzoek aangetoond dat het werk omstreeks 1494 of later ontstaan is. Volgens zijn collega Bernard Vermet is dit geen enkel probleem. Hij vindt de figuren helemaal niet primitief en merkt op dat het hier 'slechts' gaat om een (zeer vroeg) genrestuk en geen kostbaar altaarstuk. Ook vermoedt hij de inbreng van een leerling/assistent.
In 2016 werd het door het Bosch Research and Conservation Project als een kopie gezien en toegeschreven aan een leerling of de werkplaats van Bosch. Die conclusie trokken ze na analyse van röntgenfoto 's van de ondertekening, die nauwelijks overeenkwam met de manier van werken van Bosch.

## Kopieën
Het thema van het schilderij was kennelijk een succes, want er zijn minstens vier 'kopieën' bekend met een enigszins vergelijkbare afbeelding, toegeschreven aan de Antwerpse schilder Marcellus Coffermans, op een na, het exemplaar in het Musée Benoît-De-Puydt in Belle, dat Henri de Blès gesigneerd zou zijn. Het is echter de vraag of deze vier min of meer identieke schilderijen als kopieën beschouwd moeten worden van het sterk afwijkende schilderij uit de omgeving van Bosch, zoals wel wordt gesuggereerd.
| Maker                                  | Datering          | Verblijfplaats               | Artikel                           | Afbeelding |
| -------------------------------------- | ----------------- | ---------------------------- | --------------------------------- | ---------- |
| toegeschreven aan Marcellus Coffermans | Ca. 1550 of later | Noordbrabants Museum         | De keisnijding ('s-Hertogenbosch) |            |
| toegeschreven aan Marcellus Coffermans | Ca. 1550          | Onbekend                     |                                   |            |
| toegeschreven aan Marcellus Coffermans | Ca. 1550          | Onbekend                     |                                   |            |
| Henri de Blès (?)                      | 16e eeuw          | Musée Benoît-De-Puydt, Belle | De keisnijding (Belle)            |            |

Schilderijen: Kruisdraging · De tuin der lusten · De keisnijding · Hooiwagen-drieluik · Calvarie met schenker · De Heilige Hiëronymus in gebed · Driekoningen-drieluik · Heilige Christoforus · Johannes de Doper in de wildernis · Johannes de Evangelist op Patmos · Antonius-drieluik · Verzoeking van de heilige Antonius (São Paulo) · De marskramer · Het narrenschip · Allegorie op de gulzigheid · De dood van een vrek · Heremieten-drieluik · Drieluik van de gekruisigde martelares · Visioenen uit het hiernamaals · Zondvloed en hel